# Germaine Delage (peintre)
Pour les articles homonymes, voir Germaine Delage (homonymie), Delage et Favre.
Germaine Delage, née Désirée Germaine Favre le 12 août 1884 dans le 5e arrondissement de Paris et morte le 28 décembre 1973 à Montpellier, est une lithographe et peintre française.

## Biographie

### Jeunesse et famille
Désirée Germaine Favre naît en 1884 à Paris, fille d'Isidore François Favre, employé des postes, et de Pauline Marie Poyet, son épouse, et l'année suivante, sa mère se remarie avec Auguste Delage, professeur, dont Germaine adoptera le patronyme.

### Carrière
Élève de l'école des beaux-arts de Montpellier, elle obtient en 1923 une mention honorable au Salon des artistes français dont elle est membre. 
Elle meurt à 89 ans à Montpellier. 

## Collections
- Musée Delage, chapelle Sainte-Thècle, Séguret[5]